# 坎皮纳-达拉戈阿
坎皮纳-达拉戈阿是巴西巴拉那州的一个市镇。总面积808.824平方公里，总人口16329人，人口密度20.2人/平方公里。